# Relaxamento (cinética química)
O Relaxamento em Cinética Química ou Método do Relaxamento (Relaxation Methods) é um método para determinar a taxa de reações químicas muito rápidas, que não podem ser determinada pelos métodos clássicos. O relaxamento se baseia no princípio de perturbar um sistema inicialmente em equilíbrio através das variáveis que determinam tal condição (temperatura, pressão, concentração). Em seguida, pode-se determinar as constantes de taxa seguindo a abordagem do sistema para sua nova posição de equilíbrio, isto é, a partir de uma medição do tempo necessário para o sistema relaxar.

## Descrição das técnicas
Três técnicas são comumente usadas para determinar as constantes de taxa no método do relaxamento: salto de temperatura (Temperature jump), salto de pressão (Pressure jump) e o salto de campo elétrico (Electric field pulse). Em todos eles o princípio é o mesmo: o sistema é perturbado por um impulso repentino para determinar as constantes de taxas durante o tempo em que o sistema alcança o novo estado de equilíbrio.

### Salto de temperatura
No salto de temperatura, a variável que determina a condição de equilíbrio a ser perturbado é a temperatura. Nessa técnica, um capacitor eleva a temperatura do sistema inicialmente em equilíbrio de {\displaystyle T_{1}} para {\displaystyle T_{2}} através de um condensador de alta voltagem. Logo, ao ser aquecido, o equilíbrio do sistema é perturbado, alcançando um novo estado de equilíbrio.
A magnitude das mudanças de concentração é ditada pelas leis da termodinâmica. Tomando-se a constante de equilíbrio como:{\displaystyle \ln K=-{\frac {\Delta G^{o}}{RT}}}E derivando em função da temperatura:{\displaystyle {\frac {d(\ln K)}{dT}}=-{\frac {1}{RT}}{\biggl (}{\frac {d(\Delta G^{o})}{dT}}{\biggr )}}A dependência da temperatura pela Energia de Gibbs de modo que derivando equivale a {\textstyle {\biggl (}{\frac {d(\Delta G^{o})}{dT}}{\biggr )}=\Delta H^{o}}. Logo:
{\displaystyle {\frac {d(\ln K)}{dT}}=-{\frac {\Delta H^{o}}{RT}}}
Esta equação mostra explicitamente que uma diferença de entalpia é necessária para que haja qualquer mudança mensurável na composição química do equilíbrio. O sistema, dessa forma, será perturbado por um salto de temperatura se qualquer uma das reações for caracterizada por uma mudança de entalpia diferente de zero. Por meio dessa técnica, é possível induzir um aumento de temperatura de até 10 °C em um microssegundo. Uma série de catalisadores enzimáticos foi estudada desta forma.

### Salto de pressão
No salto de pressão, a condição inicial de equilíbrio do sistema é perturbada pela mudança repentina de pressão. Esse método depende da existência de uma mudança de volume na reação em estudo. Uma vez que o progresso da maioria das reações químicas em solução é acompanhado por uma mudança no volume, logo, de acordo com o Princípio de Le Chatelier's, a posição de equilíbrio de uma reação reversível pode ser deslocada alterando a pressão aplicada à solução a reação.
A constante de equilíbrio pode ser escrita como:
{\displaystyle \ln K=-{\frac {\Delta G^{o}}{RT}}}
Derivando a equação em função da pressão, tem-se:
{\displaystyle {\frac {d(\ln K)}{dP}}=-{\frac {1}{RT}}{\biggl (}{\frac {d(\Delta G^{o})}{dP}}{\biggr )}_{T}}
Como a Energia de Gibbs depende da pressão, logo {\displaystyle {\biggl (}{\frac {d(\Delta G^{o})}{dP}}{\biggr )}_{T}=\Delta H^{o}}:
{\displaystyle {\frac {d(\ln K)}{dP}}=-{\frac {\Delta H^{o}}{RT}}}
Onde {\displaystyle \Delta V^{o}} é mudança de volume padrão para a reação, e {\displaystyle K} é a constante de equilíbrio. A mudança de volume {\displaystyle \Delta V^{o}} torna possível deslocar as concentrações de reagentes de suas concentrações de equilíbrio em uma atmosfera, uma vez que:{\displaystyle {\frac {d(\ln K)}{dP}}=-{\frac {\Delta H^{o}}{RT}}}Logo, ao ser afetado por uma mudança de pressão, a cinética da reação fica:{\displaystyle {\frac {\Delta K}{K}}=-{\frac {1}{RT}}\int \Delta VdP}Essa técnica é eficaz para reações com alterações de volume relativamente altas. O método mais conveniente de induzir um salto de pressão é por uma onda de choque ou uma liberação de pressão hidrostática de um diafragma de ruptura.

### Salto de campo elétrico
No método de salto de campo elétrico, um campo elétrico repentinamente aplicado muda o equilíbrio de uma reação que envolve uma mudança no momento dipolo total . Este método tem sido usado para medir constantes de taxa de muitas reações de protonação e desprotonação, todas as quais são cerca de {\displaystyle 10^{10}dm^{3}.mol^{-1}.s^{-1}} . Essas reações são controladas por difusão.

## Base teórica
O equilíbrio do sistema ao ser perturbado por uma das variáveis que determinam a condição de equilíbrio, alcança um novo estado de equilíbrio, isto é, o sistema relaxa para um novo estado. Logo, considerando que o equilíbrio inicial esteja em {\displaystyle T_{1}}, tem-se:{\displaystyle A+B\rightleftharpoons C}Onde as velocidades das reações direta e inversa são, respectivamente {\displaystyle v_{1}=k_{1}[A][B]} e {\displaystyle v_{2}=k_{2}[C]}. Logo:{\displaystyle {\frac {d[A]}{dt}}=-k_{1}[A][B]+k_{2}[C]}Ao ser perturbado pelo aumento repentino de temperatura o sistema relaxa para novas concentrações em {\displaystyle T_{2}} favorecendo os reagentes. As concentrações no novo equilíbrio são {\displaystyle [A]_{eq},[B]_{eq}} e {\displaystyle [C]_{eq}}.Fazendo a diferença entre as concentrações dos diferentes equilíbrios, tem-se:{\displaystyle x=[A]_{eq}-[A]}{\displaystyle x=[B]_{eq}-[B]}{\displaystyle -x=[C]_{eq}-[C]}A taxa da reação pode ser reescrita em termos de desvio {\displaystyle x}, isto é, {\textstyle {\frac {d[A]}{dt}}=-{\frac {dx}{dt}}}. A equação 1, substituindo {\displaystyle [A]=[A]_{eq}-x}, {\displaystyle [B]=[B]_{eq}-x} e {\displaystyle [C]=[C]_{eq}+x}, fica:
{\displaystyle -{\frac {dx}{dt}}=-k_{1}([A]_{eq}-x)([B]_{eq}-x)+k_{2}([C]_{eq}+x)}
{\displaystyle {\frac {dx}{dt}}=k_{1}([A]_{eq}-x)([B]_{eq}-x)-k_{2}([C]_{eq}+x)}
{\displaystyle {\frac {dx}{dt}}=k_{1}[A]_{eq}[B]_{eq}-K_{2}[C]_{eq}-xk_{1}([A]_{eq}+[B]_{eq}+k_{2}k_{1}^{-1}-x)\ \ \ \ \ \ \ \ \ \ \ \ \ \ \ (2)}
Quando o equilíbrio é alcançado, a razão {\textstyle {\frac {dx}{dt}}=0}. Também o desvio {\displaystyle x} de {\textstyle [A]} é pequeno, de modo que {\textstyle x\ll [A]_{eq}+[B]_{eq}}.
{\displaystyle k_{1}[A]_{eq}[B]_{eq}-k_{2}[C]_{eq}=0}
{\displaystyle k_{2}[C]_{eq}=k_{1}[A]_{eq}[B]_{eq}\ \ \ \ \ \ \ \ \ \ \ \ \ \ (3)}
Como {\textstyle x} é desprezível, tomando a equação 3 e substituindo em 2, negligenciando {\displaystyle x} entre os parênteses, tem-se:
{\displaystyle {\frac {dx}{dt}}=-xk_{1}([A]_{eq}+[B]_{eq}+k_{2})}
Integrando:
{\displaystyle \int _{x_{0}}^{x}{\frac {dx}{x}}=-\int _{0}^{t}k_{1}([A]_{eq}+[B]_{eq}+k_{2})dt}
{\displaystyle \ln {\frac {x}{x_{0}}}=-k_{1}([A]_{eq}+[B]_{eq}+k_{2})t}
Definido {\textstyle \{k_{1}([A]_{eq}+[B]_{eq}+k_{2})\}={\frac {1}{\tau }}}, onde {\displaystyle \tau } é o tempo de relaxamento:
{\displaystyle \ln {\frac {x}{x_{0}}}=-{\frac {t}{\tau }}}
{\displaystyle x=x_{0}e^{-{\frac {1}{\tau }}}}
Como {\textstyle x=[A]_{eq}-[A]=[C]-[C]_{eq}}, a equação final fica:
{\displaystyle ([A]_{eq}-[A])=([A]_{eq}-[A]_{0})e^{-{\frac {1}{\tau }}}}

## Aplicações

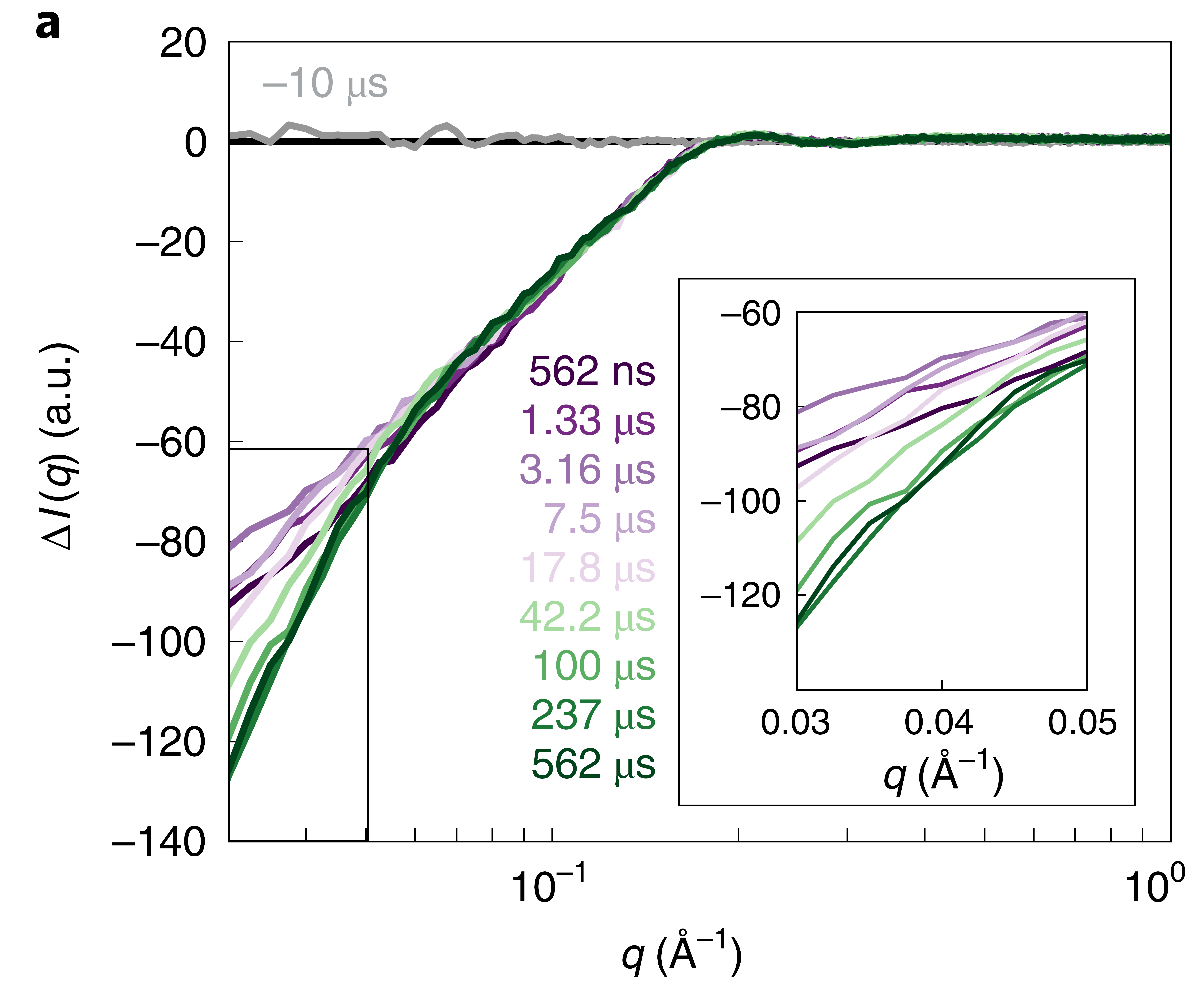
Modelagem cinética da dinâmica conformacional a partir dos dados de salto de temperatura

O método de relaxamento possui muitas aplicações. Uma dessas aplicações é o fornecimento de dados de processos elementares em dobramento de proteínas. Um exemplo da aplicação do método é na obtenção de  dados críticos nas escalas de tempo dos processos elementares em dobramento de proteínas, como a formação  α-hélice a e β-grampo, que foram essenciais para a compreensão dos primeiros eventos no dobramento de proteínas globulares. Outra aplicação do método do relaxamento consiste no estudo do dobramento de oligonucleotídeos. Aqui é utilizado um salto de temperatura de laser (T-jump), onde a cinética é monitorada medindo a mudança na fluorescência de 2-aminopurina (2AP), um análogo fluorescente da base de adenina, que é substituído em vários locais ao longo da haste do grampo de cabelo. Outras aplicações se estendem à dinâmica de reações enzimáticas. Aqui a espectroscopia de relaxamento de salto de temperatura induzida por laser é ser usada, juntamente com abordagens computacionais (ou seja, cálculos de dinâmica molecular e assim por diante) e outros, para determinar a dinâmica do movimento da proteína.